# The Firstborn Is Dead
The Firstborn Is Dead es el segundo álbum de estudio del grupo australiano Nick Cave and the Bad Seeds, publicado por la compañía discográfica Mute Records en junio de 1985. El álbum continúa la temática del primer trabajo, con referencias a Elvis Presley y a Blind Lemon Jefferson e influencias del Sur de los Estados Unidos.
La canción «Tupelo» está basada en la canción homónima de John Lee Hoker, que relata una riada en Tupelo (Misisipi), lugar de nacimiento de Elvis. La canción de Cave incorpora imágenes del nacimiento de Elvis y de la Segunda Venida de Jesucristo. Sin embargo, el motif «Looky, looky Yonder» que aparece en la canción deriva de una canción del mismo nombre grabada por Lead Belly. Por otra parte, «Wanted Man» se desarrolló a partir de una canción compuesta por Bob Dylan y Johnny Cash, con el permiso de los propietarios para alterar la letra, que incluyó referencias a amigos como la fotógrafa Polly Borland.
El título del álbum es una referencia a Jesse Garon Presley, el gemelo de Elvis que nació muerto.

## Reediciones
El 27 de abril de 2009, Mute Records reeditó una versión remasterizada de The Firstborn Is Dead en formato CD/DVD junto a los tres primeros discos de Cave y The Bad Seeds. El CD incluyó la lista original de canciones en la edición en vinilo, mientras que «The Six Strings That Drew Blood» fue incluida como tema de audio extra en el DVD.

## Lista de canciones
Todas las canciones escritas y compuestas por Nick Cave excepto donde se anota. 
| N.º | Título                                                                        | Escritor(es)                   | Duración |  |
| 1.  | «Tupelo»                                                                      | Adamson, Harvey                | 7:17     |  |
| 2.  | «Say Goodbye to the Little Girl Tree»                                         | Harvey                         | 5:10     |  |
| 3.  | «Train Long Suffering»                                                        |                                | 3:49     |  |
| 4.  | «Black Crow King»                                                             | Bargeld, Cave                  | 5:05     |  |
| 5.  | «Knockin' on Joe»                                                             |                                | 7:38     |  |
| 6.  | «Wanted Man»                                                                  | Bob Dylan, Johnny Cash         | 5:27     |  |
| 7.  | «Blind Lemon Jefferson»                                                       | Adamson, Bargeld, Harvey, Cave | 6:10     |  |
| 8.  | «The Six Strings That Drew Blood» (Versión publicada en sencillo, solo en CD) | Cave, Rowland S. Howard        | 4:50     |  |
| 9.  | «Tupelo»                                                                      |                                | 5:01     |  |

## Personal
- Nick Cave: voz y armónica
- Barry Adamson: bajo, guitarra, órgano, batería y coros
- Blixa Bargeld: guitarra slide, piano y coros
- Mick Harvey: batería, piano, guitarra, órgano, bajo y coros